# Китауонума
Китауонума (яп. 北魚沼郡 Китаонума-гун) — уезд в Японии, расположенный в центральной части префектуры Ниигата. Площадь 50,03 км². Население 4 926 чел. (на 1 мая 2008 года). Плотность населения 98,46 чел./км².

## Состав
- посёлок Кавагути;
- посёлок Одзия и сёла Сирокава, Сэнда (до 10 марта 1954) — в результате слияния Одзия получил статус города;
- посёлки Хоринаути, Коидэ и сёла Хироками, Ирихиросэ, Сумон, Юнотани (до 1 ноября 2004) — образовали город Уонума.